# Калабарсон
Калабарсон (регион IV-A, англ. Calabarzon) — один из 17 регионов Филиппин. Состоит из пяти провинций, название региона образуется от частей их названий: КАвите, ЛАгуна, БАтангас, Рисаль и КеСОН. Расположен в центральной части острова Лусон, к югу и востоку от агломерации Манилы.
До 2002 года вместе с регионом МИМАРОПА составлял единый регион Южный Тагалог (регион IV). Административный центр региона — город Каламба, провинция Лагуна. Крупнейший город — Антиполо, провинция Рисаль.

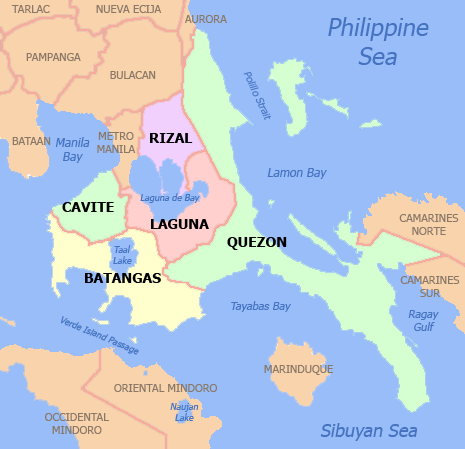
Провинции региона

Провинции региона:
| № | Провинция | Административный центр | Площадь, км² | Население, чел. (2010) | Плотность, чел./км² |
| - | --------- | ---------------------- | ------------ | ---------------------- | ------------------- |
| 1 | Кавите    | Тресе-Мартирес         | 1287,6       | 3 090 691              | 2400,35             |
| 2 | Лагуна    | Санта-Крус             | 1759,7       | 2 669 847              | 1517,22             |
| 3 | Батангас  | Батангас               | 3165,8       | 2 377 395              | 750,96              |
| 4 | Рисаль    | Антиполо               | 1308,9       | 2 484 840              | 1898,42             |
| 5 | Кесон     | Лусена                 | 8706,6       | 1 987 030              | 228,22              |
|   | Всего     |                        | 16 228,6     | 12 609 803             | 777,01              |